# 贝尔维尤 (佛罗里达州)
贝尔维尤（英語：Belleview），是美国佛罗里达州馬里昂縣下属的一座城市。建立于1885年。面积约为4.7平方公里（约合1.8平方英里）。根据2010年美国人口普查，该市有人口4,492人。论人口在本州排行第221。